# Гібридний функціонал
Гібридні функціонали — клас функціоналів, що визначають наближення до енергії обмінно-кореляційної взаємодії в теорії функціоналу густини (DFT), що частково містять точні вирази для енергії обміну з розрахунків методом Гартрі-Фока, а також обмінну та кореляційну енергію з інших джерел (ab initio чи емпіричних). Точний функціонал обмінної взаємодії записується радше в рівнянні Кона-Шема, а не в функціоналі густини, тож ці функціонали називають опосердкованими функціоналами густини. Найчастіше використовуються різновиди B3LYP, абривіатура від прізвища Беке, 3 (параметри), прізвищ Лі-Янг-Парр.

## Витоки
Будувати гібридні наближення для функціоналу густини запропонував 1993 року Аксель Беке. Гібридизація з точною обмінною взаємодією, розрахованою методом Гартрі-Фока забезпечує простий алгоритм покращення передбачення багатьох властивостей молекул, таких як енергія атомізації, довжина хімічних зв'язків, частоти коливань, які прості функціонали «ab initio» описували погано.

## Метод
Гібридні обмінно-кореляційні функціонали зазвичай будуються як лінійна комбінація обмінного функціоналу Гартрі-Фока {\displaystyle E_{x}^{\rm {HF}}}:
{\displaystyle E_{\rm {x}}^{\rm {HF}}=-{\frac {1}{2}}\sum _{i,j}\int \int \psi _{i}^{*}(\mathbf {r_{1}} )\psi _{j}^{*}(\mathbf {r_{1}} ){\frac {1}{r_{12}}}\psi _{i}(\mathbf {r_{2}} )\psi _{j}(\mathbf {r_{2}} )d\mathbf {r_{1}} d\mathbf {r_{2}} ,},
та будь-якого числа обмінних та кореліційних функціоналів густини, заданих безпосередньо. Параметри, що визначають внесок кожного окремого функціонлу здебільшого підбираються підганяючи передбачення з експериментальними даними або точно розрахованими термохімічними даними, хоча у випадку «функціоналів адіабатичного зв'язку» вагові множними можуть задаватися a priori.

### B3LYP
Популярний обмінно-кореляційний функціонал B3LYP (Becke, 3 параметри, Lee-Yang-Parr) задається як:
{\displaystyle E_{\rm {xc}}^{\rm {B3LYP}}=E_{\rm {x}}^{\rm {LDA}}+a_{0}(E_{\rm {x}}^{\rm {HF}}-E_{\rm {x}}^{\rm {LDA}})+a_{\rm {x}}(E_{\rm {x}}^{\rm {GGA}}-E_{\rm {x}}^{\rm {LDA}})+E_{\rm {c}}^{\rm {LDA}}+a_{\rm {c}}(E_{\rm {c}}^{\rm {GGA}}-E_{\rm {c}}^{\rm {LDA}}),}
де {\displaystyle a_{0}=0.20\,\;}, {\displaystyle a_{\rm {x}}=0.72\,\;}, і {\displaystyle a_{\rm {c}}=0.81\,\;}. {\displaystyle E_{\rm {x}}^{\rm {GGA}}} та {\displaystyle E_{\rm {c}}^{\rm {GGA}}} — узагальнене градієнтне наближення: обмінний функціонал Беке 88 та кореляційний функціонал Лі, Янга та Парра для B3LYP, а {\displaystyle E_{\rm {c}}^{\rm {LDA}}} — наближення локальної густини VWN для опису кореляцій.
Три параметри, що визначають B3LYP, виписані без змін з оригінальної роботи Беке, де їх було підігнано зі схожого функціоналу B3PW91 до набору енергії атомізації, потенціалів іонізації, спорідненості протонів та повної енергії атомів.

### PBE0
Функціонал PBE0

змішує обмінну енергію Пердю-Берка-Ернцергофа (PBE) та обмінну енергію Гартрі-Фока у співвідношенні 3 до 1, враховуючи також повну кореляційну енергію PBE :
{\displaystyle E_{\rm {xc}}^{\rm {PBE0}}={\frac {1}{4}}E_{\rm {x}}^{\rm {HF}}+{\frac {3}{4}}E_{\rm {x}}^{\rm {PBE}}+E_{\rm {c}}^{\rm {PBE}},}
де {\displaystyle E_{\rm {x}}^{\rm {HF}}} — точний обмінний функціонал Гартрі-Фока, {\displaystyle E_{\rm {x}}^{\rm {PBE}}} — обмінний функціонал PBE, а {\displaystyle E_{\rm {c}}^{\rm {PBE}}} — кореляційний функціонал PBE.

### HSE
Обмінно-кореляційний функціонал HSE (Heyd-Scuseria-Ernzerhof) використовує з метою покращення ефективності, особливо для металів, екранований кулонівський потенціал у формі функції похибок для розрахунку внеску обміну в енергію.
{\displaystyle E_{\rm {xc}}^{\rm {\omega PBEh}}=aE_{\rm {x}}^{\rm {HF,SR}}(\omega )+(1-a)E_{\rm {x}}^{\rm {PBE,SR}}(\omega )+E_{\rm {x}}^{\rm {PBE,LR}}(\omega )+E_{\rm {c}}^{\rm {PBE}},}
де {\displaystyle a} — параметр змішування, а {\displaystyle \omega } — змінний параметр, що контролює взаємодію на малих відстанях. Стандартні значення для {\displaystyle a={\frac {1}{4}}} та {\displaystyle \omega =0.2} (зазвичай це називають HSE06) дають добрі результати для більшості систем. Обмінно-кореляційний функціонал HSE вироджується до гібридного функціоналу PBE0 для {\displaystyle \omega =0}. {\displaystyle E_{\rm {x}}^{\rm {HF,SR}}(\omega )} — це точний функціонал обміну Гартрі-Фока на малих відстанях, {\displaystyle E_{\rm {x}}^{\rm {PBE,SR}}(\omega )} та {\displaystyle E_{\rm {x}}^{\rm {PBE,LR}}(\omega )} — складові обмінного функціоналу PBE на малих та великих відстанях, а {\displaystyle E_{\rm {c}}^{\rm {PBE}}(\omega )} — кореляційний функціонал PBE.

### Мета-гібридні GGA
Родина функціоналів M06 є набором чотирьох метагібридних функціоналів у наближенні GGA та мета-GGA функціоналів густини. Їх побудовано з емпіричною підгонкою параметрів, але зберігаючи здатність правильно описувати газ вільних електронів.
До родини входять функціонали M06-L, M06, M06-2X та M06-HF, які по різному враховують точні вирази для обміну. M06-L повністю локальний без гартрі-фокового обміну (тому його не слід вважати гібридним), M06 враховує 27 % гартрі-фокового обміну, M06-2X — 54 %, а M06-HF — 100 %.
Перевагами кожного з них є:
- M06-L: швидкий, добре працює для перехідних металів, неорганічних сполук та органометаліки.
- M06: Для основної групи, органометаліки, кінетики та нековалентних зв'язків.
- M06-2X: Основна група, кінетика.
- M06-HF: TD-DFT з переносом заряду, системи з патологічною дією на себе.

Родина дає добрий відгук на дисперсні сили, покращуючи одних із найслабших місць методів функціоналу густини. Масштабний фактор s6 для поправок Грімма на великих відстанях дорівнює 0.20, 0.25 та 0.06 для M06-L, M06 та M06-2X, відповідно.

## Виноски
1. ↑  A.D. Becke (1993). A new mixing of Hartree-Fock and local density-functional theories. J. Chem. Phys. 98 (2): 1372—1377. Bibcode:1993JChPh..98.1372B. doi:10.1063/1.464304.
2. 1 2 3  John P. Perdew; Matthias Ernzerhof; Kieron Burke (1996). Rationale for mixing exact exchange with density functional approximations (PDF). J. Chem. Phys. 105 (22): 9982—9985. Bibcode:1996JChPh.105.9982P. doi:10.1063/1.472933. Архів оригіналу (PDF) за 10 серпня 2017. Процитовано 7 травня 2007.
3. ↑  K. Kim; K. D. Jordan (1994). Comparison of Density Functional and MP2 Calculations on the Water Monomer and Dimer. J. Phys. Chem. 98 (40): 10089—10094. doi:10.1021/j100091a024.
4. ↑  P.J. Stephens; F. J. Devlin; C. F. Chabalowski; M. J. Frisch (1994). Ab Initio Calculation of Vibrational Absorption and Circular Dichroism Spectra Using Density Functional Force Fields. J. Phys. Chem. 98 (45): 11623—11627. doi:10.1021/j100096a001.
5. ↑  A. D. Becke (1988). Density-functional exchange-energy approximation with correct asymptotic behavior. Phys. Rev. A. 38 (6): 3098—3100. Bibcode:1988PhRvA..38.3098B. doi:10.1103/PhysRevA.38.3098. PMID 9900728.
6. ↑  Chengteh Lee; Weitao Yang; Robert G. Parr (1988). Development of the Colle-Salvetti correlation-energy formula into a functional of the electron density. Phys. Rev. B. 37 (2): 785—789. Bibcode:1988PhRvB..37..785L. doi:10.1103/PhysRevB.37.785.
7. ↑  S. H. Vosko; L. Wilk; M. Nusair (1980). Accurate spin-dependent electron liquid correlation energies for local spin density calculations: a critical analysis. Can. J. Phys. 58 (8): 1200—1211. Bibcode:1980CaJPh..58.1200V. doi:10.1139/p80-159.
8. ↑  Becke, Axel D. (1993). Density-functional thermochemistry. III. The role of exact exchange. J. Chem. Phys. 98 (7): 5648—5652. Bibcode:1993JChPh..98.5648B. doi:10.1063/1.464913.
9. ↑  Adamo, Carlo; Vincenzo Barone (1 квітня 1999). Toward reliable density functional methods without adjustable parameters: The PBE0 model. The Journal of Chemical Physics. 110 (13): 6158—6170. Bibcode:1999JChPh.110.6158A. doi:10.1063/1.478522. ISSN 0021-9606. Архів оригіналу за 11 вересня 2014. Процитовано 21 червня 2013.
10. 1 2  Perdew, John P.; Kieron Burke; Matthias Ernzerhof (28 жовтня 1996). Generalized Gradient Approximation Made Simple. Physical Review Letters. 77 (18): 3865—3868. Bibcode:1996PhRvL..77.3865P. doi:10.1103/PhysRevLett.77.3865. PMID 10062328. Процитовано 28 вересня 2011.
11. ↑  Jochen Heyd; Gustavo E. Scuseria; Matthias Ernzerhof (2003). Hybrid functionals based on a screened Coulomb potential. J. Chem. Phys. 118 (18): 8207. Bibcode:2003JChPh.118.8207H. doi:10.1063/1.1564060.
12. ↑  Zhao, Yan; Donald G. Truhlar. The M06 suite of density functionals for main group thermochemistry, thermochemical kinetics, noncovalent interactions, excited states, and transition elements: two new functionals and systematic testing of four M06-class functionals and 12 other functionals. Theor. Chem. Account. 120: 215. doi:10.1007/s00214-007-0310-x.
13. ↑  Zhao, Yan; Donald G. Truhlar. Density Functional for Spectroscopy:  No Long-Range Self-Interaction Error, Good Performance for Rydberg and Charge-Transfer States, and Better Performance on Average than B3LYP for Ground States. J. Phys. Chem. 110: 13126. doi:10.1021/jp066479k.